# Shantou (lớp tàu pháo)
Pháo hạm lớp Shantou là một pháo hạm do CHND Trung Hoa chế tạo cho Hải quân Quân Giải phóng Nhân dân Trung Quốc. Tại Hoa Kỳ, được biết đến với tên gọi pháo hạm lớp "Swatow" , nó dựa trên tàu phóng lôi lớp P-6 của Hải quân Liên Xô. Con tàu được đặt tên là Kiểu 55A (55 Jia Xing, 55 甲型). Thay vì có vỏ bằng gỗ và trang bị ngư lôi làm vũ khí chính, lớp Shantou có vỏ thép, với súng là vũ khí chính. Shantou (hay Swatow) là tiền thân của pháo hạm Kiểu 062, hay thường được gọi là lớp Shanghai-I & II.

## Lịch sử hoạt động
Được đưa vào hoạt động từ năm 1955 đến năm 1960, các tàu này hoàn toàn bị loại khỏi biên chế Hải quân Quân Giải phóng Nhân dân Trung Quốc vào giữa những năm 1990 và được chuyển giao cho các cơ quan thực thi pháp luật dân sự. Tuy nhiên, cũng giống như các tàu pháo lớp Beihai, Huangpu và Yulin đã được chuyển giao cho các cơ quan thực thi pháp luật, những chiếc thuyền cũ kỹ và lỗi thời này không đạt yêu cầu trong vai trò dân sự mới của chúng, phần lớn là do tốc độ tối đa thấp (10 hải lý / giờ), tức là không đủ để bắt xuồng máy cao tốc của bọn buôn lậu. Kết quả là, những chiếc thuyền này sau đó đã được chuyển một lần nữa, lần này là đến khu bảo tồn; hoặc phụ thuộc vào lực lượng dân quân hải quân ở các uân khu hàng hải khác nhau ở Trung Quốc với tư cách là tàu huấn luyện, hoặc tàu tuần tra bến cảng. Giống như các pháo hạm nói trên trước đó, lớp Swatow, với vai trò mới số lượng sản xuất cũng được tăng lên, một số được niêm cất trong kho, và sau đó cuối cùng bị loại bỏ.
Cũng như các lớp tàu trước đó, nhiều tàu thuyền còn sót lại đang được chuyển đổi thành các thiết bị hỗ trợ hải quân, chẳng hạn như trở thành mục tiêu diễn tập cho UAV.
Bất chấp số lượng nhỏ các thiết bị khoa học mà tàu có thể mang theo, hầu hết các tàu hỗ trợ hoạt động trong hải quân Trung Quốc cũng đảm nhận trách nhiệm khảo sát trong bờ, bất kể giới hạn của chúng. Ban đầu, phần lớn các cuộc khảo sát thủy văn được thực hiện bởi các tàu đánh cá dân sự có trang thiết bị khoa học bổ sung, thủy thủ đoàn và chính phủ trên tàu. Tuy nhiên, kể từ cải cách kinh tế Trung Quốc, và nguồn thủy sản cạn kiệt, các tàu đánh cá dân sự phải ra khơi xa hơn trong các chuyến hải trình kéo dài, do đó không còn khả dụng cho các hoạt động khảo sát vùng nước ven biển hoặc nội địa. Các nhiệm vụ trước đây đã được giao trong thời kỳ kinh tế kế hoạch ở Trung Quốc trước khi cải cách kinh tế. Do đó, Hải quân Trung Quốc phải đưa ra các giải pháp của riêng họ để đáp ứng những yêu cầu mới này, và việc chuyển đổi các pháo hạm lỗi thời là một trong những câu trả lời: mặc dù nhiều tàu trong số này không còn có thể ra biển khơi, cũng như không đạt được tốc độ cần thiết. một khi có thể, chúng vẫn đủ tin cậy để thực hiện các nhiệm vụ khảo sát tốc độ thấp ven bờ trong phạm vi giới hạn của các cửa sông và vịnh của đường bờ biển Trung Quốc.
Trái ngược với suy nghĩ sai lầm nhưng vẫn thường được hiểu rằng Hải quân Trung Quốc đang đi theo truyền thống duy trì vũ khí trên nhiều phương tiện phụ trợ của mình (mặc dù chắc chắn có một số điều này), việc duy trì chủ yếu là vì lý do kinh tế: để tránh chi phí chuyển đổi, các vũ khí trang bị ban đầu được giữ lại trừ khi chúng không còn sử dụng được nữa. Do đó, nhiều tàu hỗ trợ tầm xa, thuyền khảo sát và các phương tiện phụ trợ khác vẫn duy trì một số khả năng chiến đấu trước đây của chúng.

## Xuất khẩu
Lớp tàu này được xuất khẩu cho Việt Nam Dân chủ Cộng hòa và phục vụ cho hải quân nước này trong Chiến tranh Việt Nam, bao gồm cả hoạt động tại thời điểm xảy ra sự kiện Vịnh Bắc Bộ.